# 5212 Celiacruz
5212 Celiacruz eller 1989 SS är en asteroid i huvudbältet som upptäcktes den 29 september 1989 av de båda japanska astronomerna Seiji Ueda och Hiroshi Kaneda i Kushiro. Den är uppkallad efter den kubansk-amerikanska sångerskan och skådespelerskan Celia Cruz.
Asteroiden har en diameter på ungefär 12 kilometer.